# Dragostea din tei
«Dragostea din tei» (en español, «El amor en los tilos») es una canción correspondiente al disco DiscO-Zone del género eurodance, interpretada por el grupo de música pop moldavo O-Zone. La canción original está cantada íntegramente en idioma rumano. Posteriormente el mismo grupo hizo una versión en inglés. También es conocido en España y América por su parodia «Pluma Pluma Gai», interpretada por Los Morancos de Triana.

## Historia
La canción fue escrita y compuesta por Dan Bălan, Arsenie Todiraş y Radu Sârbu, de origen moldavo. Fue escrita y producida por Dan Bălan (quien escribió la mayoría de las canciones del grupo), y fue uno de los mayores éxitos en el verano de 2003, así como una de las canciones más vendidas del año en toda Europa.

## Parodias

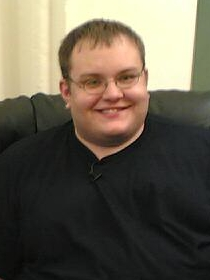
Gary Brolsma, creador del "Numa Numa Dance", en 2006.

«Dragostea din tei» ha inspirado numerosos vídeos de parodias distribuidos a través de Internet, en particular los de Gary Brolsma, con el vídeo de la popular «Numa Numa Dance». El «Numa Numa Dance» que apareció por primera vez en la web de Flash Newgrounds.com, se ha vuelto tan famoso que ha suscitado numerosas parodias en Estados Unidos a través de los años, convirtiéndose en un fenómeno de Internet.
En España, los humoristas Los Morancos de Triana hicieron una versión cómica-reivindicativa-festiva a la que llamaron «Marica tú», que fue un éxito en América, en particular en Chile, Venezuela, Paraguay, Colombia, México, Perú, Uruguay, Argentina, Puerto Rico, República Dominicana y Cuba. La letra y el pegadizo estribillo "Fiesta, fiesta, y pluma, pluma gay" hicieron de la versión una especie de himno gay en español.

## Posicionamiento en listas
| Lista (2003-2005)                                 | Máxima posición |
| ------------------------------------------------- | --------------- |
| Alemania (Offizielle Deutsche Charts)             | 1               |
| Austria (Ö3 Austria Top 40)                       | 1               |
| Bélgica (Flandes) (Ultratop 50)                   | 2               |
| Bélgica (Valonia) (Ultratop 40)                   | 1               |
| Dinamarca (Tracklisten)                           | 1               |
| Escocia (Scottish Singles Sales Chart)            | 1               |
| España (Promusicae)                               | 1               |
| Estados Unidos (Billboard Dance/Mix Show Airplay) | 14              |
| Finlandia (The Official Finnish Charts)           | 2               |
| Francia (SNEP)                                    | 1               |
| Hungría (Rádiós Top 40)                           | 2               |
| Irlanda (IRMA)                                    | 1               |
| Italia (FIMI)                                     | 17              |
| Noruega (VG-lista)                                | 1               |
| Países Bajos (Dutch Top 40)                       | 1               |
| Países Bajos (Dutch Single Top 100)               | 1               |
| Reino Unido (Official Charts Company)             | 3               |
| Suecia (Sverigetopplistan)                        | 3               |
| Suiza (Schweizer Hitparade)                       | 1               |

## Controversias y otras versiones
- Otra versión de la canción fue realizada por la cantante rumana Haiducii, que lanzó la canción en Europa el mismo año y fue la más popular en Italia (alcanzó el número 1 en los gráficos individuales). Los artistas de O-Zone habían acusado a la versión de Haiducii de plagiarla sin permiso. También causó controversia al presentarse un tráiler de Chicken Little en donde la canción sonaba de fondo.
- En 2004, la canción fue versionada por Doraemon y Su Pandilla y la incluyeron en el disco del mismo nombre.[27]
- En septiembre de 2008, apareció un sencillo «Live Your Life» de T.I., cuya letra (al inicio) se basa en la misma.[28]
- En julio de 2012, apareció el sencillo «My Life Is a Party» de ItaloBrothers, cuya melodía se basa en «Dragostea din tei».[29]
- En octubre de 2018, Dan Balan, exlíder del grupo, lanza junto con Marley Waters el tema «Numa Numa 2», cambiando la letra en varias partes a excepción del estribillo.[30]